# Boys and Girls
Boys and Girls es una película de 2000 de comedia romántica que fue lanzada en 2000, dirigida por Robert Iscove. Los dos personajes principales, Ryan y Jennifer, se conocen en el colegio. Luego se dan cuenta de que son dos personas cuyas vidas se entrelazan a través del destino.

## Elenco
- Claire Forlani como Jennifer Burrows.
- Freddie Prinze Jr. como Ryan Walker.
- Alyson Hannigan como Betty.
- Jason Biggs como Hunter / Steve.
- Amanda Detmer como Amy.
- Brendon Ryan Barrett como Young Ryan Walker.
- Raquel Beaudene como Young Jennifer Burrows.
- David Smigelski como Rey.
- Blake Shields como Caballero.
- Gay Thomas como Asistente de Vuelo.
- Renate Verbaan

## Trama
Jennifer Burrows y Ryan Walker se encuentran a bordo de un avión y de inmediato se enfrentan. Varios años más tarde, Ryan es la mascota de su escuela secundaria, mientras que Jennifer es elegida Reina del Baile de Graduación en la suya. Durante la ceremonia de medio tiempo entre sus dos escuelas, Ryan es perseguido por la mascota rival y pierde su cabeza de mascota, solo para encontrarla atropellada por el auto ceremonial de Jennifer. Jennifer luego encuentra a Ryan y trata de consolarlo sobre su disfraz. Se separan una vez más, dándose cuenta de que son demasiado diferentes.
Un año después, Ryan y Jennifer son estudiantes de UC Berkeley. Ryan tiene una relación estable con Betty, su novia del instituto, y Jennifer vive con un músico. Ryan y Betty se separan después de darse cuenta de sus diferencias. Ryan conoce a su compañero de habitación Hunter, también conocido como Steve, con innumerables y elaboradas (y sin éxito) tácticas para acostarse con chicas.
Jennifer se muda con su mejor amiga Amy después de que ella y su novio rompieran. Ryan y Amy comienzan a salir y él renueva su amistad con Jennifer, incluso después de que Amy tiene su "ruptura" con él. Salen a caminar, se consuelan mutuamente en las rupturas y gradualmente se convierten en mejores amigos. Jennifer incluso convence a Ryan para que vuelva a tener citas, ya que comienza a salir con una tía llamada Megan.
Una noche, en un estado de ánimo cínico hacia el amor, Jennifer se derrumba y Ryan intenta consolarla. Para su igual sorpresa, tienen sexo. Con miedo al compromiso, Jennifer dice que dormir juntos fue un error y que deberían fingir que nunca sucedió. Dolido y enamorado, Ryan rompe con Megan y se encierra en sus estudios.
A medida que pasan los meses, Jennifer se gradúa y se prepara para viajar a Italia. Se encuentra con Ryan, a quien no ha visto desde la noche que pasaron juntos, en la cima de una colina con vista al puente Golden Gate. Ryan confiesa sus sentimientos hacia ella, pero ella le dice que no siente lo mismo. Él le desea lo mejor en Italia y se va.
En el transporte al aeropuerto, Jennifer pasa por la misma colina donde solían pasar tiempo juntos y se da cuenta de que realmente ama a Ryan. Inmediatamente regresa corriendo a su apartamento y encuentra a Amy vistiéndose frenéticamente para saludarla. Steve sale con confianza de la habitación de Amy y le dice a Jennifer que Ryan regresará a Los Ángeles en un avión.
Mientras espera la partida, Ryan escucha a Jennifer confesar su amor por él. Después de convencerlos y sentir la ira de una azafata, reavivan su romance donde se conocieron: en un avión.

## Recepción
La película tiene un 11% en Rotten Tomatoes.